# Narodni parki Norveške
Norveška ima 47 narodnih parkov, od tega 40 na celini in 7 na Svalbardu. Narodni parki na Norveškem so strožji kot v mnogih drugih državah in skoraj vsa motorna vozila so prepovedana. Velja pravica do pohajkovanja, zato so pohodništvo, smučanje in kampiranje po celotnem parku dovoljeni, ob upoštevanju narave. Ceste, nastanitve in centri narodnih parkov so zunaj narodnih parkov. Parki so pod upravljanjem Norveške agencije za okolje in lokalnega okrožnega guvernerja.
Narodni park Ytre Hvaler je morski park in vsi parki na Svalbardu vsebujejo tudi morska območja. Sør-Spitsbergen je največji park, ki pokriva površino 13.286 km², čeprav je le 5141 km² kopnega. Najnovejši narodni park, določen na Norveškem, je Lofotodden, ustanovljen leta 2018. Največji park na celini je Hardangervidda, ki pokriva površino 3422 km². Gutulia je najmanjši, pokriva 23 km².

## Geografija in zgodovina
Vsaj 60 % norveškega ozemlja je gora, jezer ali barij (neobdelovalne površine, nekatere se uporabljajo kot pašniki); 37 % je gozd različnih vrst; in le 3 % obdelovalnih površin. Ocenjuje se, da se je med letoma 1900 in 2003 območje, oddaljeno več kot 5 km od intenzivne gradnje, na Norveškem zmanjšalo iz 48 % na 12 %.
Do pred približno sto leti je bilo na Norveškem razmeroma malo ogroženih ekosistemov. Prve pobude za zaščito zemlje je leta 1904 podal Yngvar Nielsen, vodja norveške gorsko-turistične zveze (DNT). Združenje je nadaljevalo z lobiranjem v letih 1923 in 1938. Zakon o varstvu narave iz leta 1954 je pripravil pravno podlago za vzpostavitev varstvenih območij, dva prva narodna parka pa sta bila ustanovljena leta 1962 in 1963. Zakon iz leta 1954 je ustanovil tudi Statens naturvernråd (Vladni svet za varstvo narave) kot posvetovalni organ vlade. Svet je leta 1964 predstavil osnutek nadaljnjega varstva narave, v katerem je predlagal 16 narodnih parkov. Stortinget je te predloge odobril. Trajalo je 25 let, do leta 1989, preden je bilo uresničenih 15 njihovih predlogov. 16. predlog je postal naravni rezervat. Svet je leta 1986 predstavil še en predlog, ki ga je Stortinget odobril aprila 1993. Po tej odobritvi je bila od leta 2001 ustanovljena »druga generacija« narodnih parkov, kot tudi razširitev meja za starejše.
V postindustrijskem obdobju, ki se je začelo v zadnjih 1960-ih, so bila območja zaščitena kot narodni parki ali drugi zaščiteni statusi kot sredstvo za urejanje gradnje počitniških domov, cest, ribolova, lova in nabiralništva. Ta trend se je v zadnjih 10 letih pospešil. Poleg ohranjanja redkih rastlinskih in živalskih vrst so območja zaščitena, da ohranijo referenčne točke za okoljske raziskave, rekreacijske vire za Norvežane in kot dediščino za prihodnje generacije. Direktorat za upravljanje z naravo vzdržuje kazalnike zdravja narave na Norveškem, vključno z ukrepi, kot so biološka raznovrstnost, erozija in znaki onesnaženja.
Večinoma so narodni parki odprti za pohodništvo, tek na smučeh in kampiranje. Večina jih ima omejeno število prenočitvenih zmogljivosti.
Poleg narodnih parkov je norveška vlada določila večja območja za zaščito. V ta območja je vključenih 153 pokrajin, ki pokrivajo 14071 km²; 1701 naravni rezervat na 3418 km²; 24 narodnih parkov na 21.650 km²; 102 naravna spomenika in 98 manjših zavarovanih območij. To predstavlja 12,1 % celinskega območja Norveške.
Cilj norveške vlade je sčasoma povečati to območje na vsaj 15 %. Nakazali so zanimanje za ohranjanje morskih ekosistemov, vključno s fjordi v zahodnih delih Norveške in arhipelagom jugozahodno od Osla.

## Trenutni seznam
| Slika | Ime                                    | Okrožje                                 | leto ustanovitve | Površina   | Opis | Ref   |
| ----- | -------------------------------------- | --------------------------------------- | ---------------- | ---------- | --- | ----- |
|       | Narodni park Ånderdalen                | Troms                                   | 1970             | 134 km²    | | [ 1 ] |
|       | Narodni park Blåfjella–Skjækerfjella   | Nord-Trøndelag                          | 2004             | 1924 km²   | | [ 1 ] |
|       | Narodni park Breheimen                 | Oppland, Sogn og Fjordane               | 2009             | km²        | |       |
|       | Narodni park Børgefjell                | Nord-Trøndelag, Nordland                | 1963             | 1447 km²   | | [ 1 ] |
|       | Narodni park Dovre National Park       | Oppland                                 | 2003             | 289 km²    | | [ 1 ] |
|       | Narodni park Dovrefjell–Sunndalsfjella | Møre og Romsdal, Oppland, Sør-Trøndelag | 1974             | 1693 km²   | | [ 1 ] |
|       | Narodni park Færder                    | Vestfold                                | 2013             | 350 km²    | | [ 1 ] |
|       | Narodni park Femundsmarka              | Hedmark, Sør-Trøndelag                  | 1971             | 573 km²    | | [ 1 ] |
|       | Narodni park Folgefonna                | Hordaland                               | 2005             | 545 km²    | | [ 1 ] |
|       | Narodni park Forlandet                 | Svalbard                                | 1973             | 4647 km²   | Park pokriva nenaseljen otok Prins Karls Forland in okoliške vode. Forlandet je dolg in ozek z visokimi vrhovi, ločenimi na dvoje z nizko Forlandsletta. Je najsevernejši habitat navadnega tjulnja in gnezdišče navadne lumne. Mokriške ptice gnezdijo v Ptičjem zavetišču Plankeholmane in Zatočišču za ptice Forlandsøyane, zahodna obala pa je prezimovališče za morske ptice. | [ 2 ] |
|       | Narodni park Forollhogna               | Sør-Trøndelag, Hedmark                  | 2001             | 1062 km²   | | [ 1 ] |
|       | Narodni park Fulufjellet               | Hedmark                                 | 2012             | 83 km²     | | [ 4 ] |
|       | Narodni park Gutulia                   | Hedmark                                 | 1968             | 23 km²     | | [ 1 ] |
|       | Narodni park Hallingskarvet            | Buskerud, Hordaland                     | 2006             | 450 km²    | |       |
|       | Narodni park Hardangervidda            | Buskerud, Hordaland, Telemark           | 1981             | 3422 km²   | | [ 1 ] |
|       | Narodni park Indre Wijdefjorden        | Svalbard                                | 2005             | 1127 km²   | Park, ki je v strmi pokrajini fjorda v severnem delu Spitsbergna, pokriva notranji del Wijdefjorden—najdaljšega fjorda na Svalbardu. Na obeh straneh Wijdefjordna je visoko arktična stepska vegetacija, kjer prevladujejo trave in izjemno suha bazična zemlja. Poleg vegetacije, ki jo najdemo na gnezditvenih pečinah, je to najbolj ekskluzivna flora na Svalbardu. Od večjih fjordov na Svalbardu je človek najmanj prizadel Wijdefjorden.                                                                              | [ 2 ] |
|       | Narodni park Jomfruland                | Telemark                                | 2016             | 117 km²    | |       |
|       | Narodni park Jostedalsbreen            | Sogn og Fjordane                        | 1991             | 1310 km²   | | [ 1 ] |
|       | Narodni park Jotunheimen               | Oppland, Sogn og Fjordane               | 1980             | 1151 km²   | Park je priznan kot ena najboljših regij za pohodništvo in ribolov v državi.Park obsega 1151 kvadratnih kilometrov in je del večjega območja Jotunheimen. Več kot 250 vrhov se dviga nad nadmorsko višino 1900 metrov, vključno z dvema najvišjima vrhovoma severne Evrope: Galdhøpiggen z 2469 metri in Glittertind z 2465 metri. | [ 1 ] |
|       | Narodni park Junkerdal                 | Nordland                                | 2004             | 682 km²    | | [ 1 ] |
|       | Narodni park Làhku                     | Nordland                                | 2012             | 188 km²    | |       |
|       | Narodni park Langsua                   | Oppland                                 | 2011             | 537 km²    | |       |
| —     | Narodni park Lierne                    | Nordland                                | 2004             | 333 km²    | | [ 1 ] |
|       | Narodni park Lofotodden                | Nordland                                | 2018             | 99 km²     | |       |
|       | Narodni park Lomsdal–Visten            | Nordland                                | 2009             | 682 km²    | |       |
|       | Narodni park Møysalen                  | Nordland                                | 2003             | 51 km²     | |       |
|       | Narodni park Nordre Isfjorden          | Svalbard                                | 2003             | 2954 km²   | Park, ki ščiti severno obalo Isfjorden na otoku Spitsbergnu, sestavlja dolga obala z bujno vegetacijo, ki služi kot gnezdišča ptic. Pokrajina se spreminja od puste in lunaste do peščenih ravnic in več metrov debelih nanosov. | [ 2 ] |
|       | Narodni park Nordvest-Spitsbergen      | Svalbard                                | 1973             | 9914 km²   | Severozahodni del Svalbarda ima najbolj raznoliko naravo otočja in vključuje nekaj najpomembnejših območij kulturne dediščine kitolova in raziskovanja Arktike, kot sta Smeerenburg in Virgohamna. Park je življenjski prostor polarne lisice, severnih jelenov in jezerske zlatovčice (salvelinus alpinus). Naravni rezervat Moffen in tri ptičja zatočišča (Guissezholmen, Moseøya in Skorpa) so pomembna območja za razmnoževanje za ptic, zlasti gage in gosi. Topli izviri Bockfjorden dajejo edinstveno lokalno floro. | [ 2 ] |
|       | Narodni park Øvre Anárjohka            | Finnmark                                | 1975             | 1390 km²   | | [ 1 ] |
|       | Narodni park Øvre Dividal              | Troms                                   | 1971             | 750 km²    | | [ 1 ] |
|       | Narodni park Øvre Pasvik               | Finnmark                                | 1970             | 119 km²    | Na območju, ki je del Tristranskega parka Pasvik–Inari, prevladuje sibirski podobna tajga, sestavljena iz pragozda rdečega bora, plitvih jezer in barja. Tradicionalno območje Skolts se še vedno uporablja za rejo severnih jelenov. Park je v Pasvikdalenu in je življenjski prostor rjavega medveda in losa. | [ 5 ] |
|       | Narodni park Raet                      | Aust-Agder                              | 2016             | 607 km²    | |       |
|       | Narodni park Rago                      | Nordland                                | 1971             | 171 km²    | | [ 1 ] |
|       | Narodni park Reinheimen                | Oppland, Møre og Romsdal                | 2006             | 1969 km²   | |       |
|       | Narodni park Reisa                     | Troms                                   | 1986             | 803 km²    | | [ 1 ] |
|       | Narodni park Rohkunborri               | Troms                                   | 2011             | 571 km²    | |       |
|       | Narodni park Rondane                   | Hedmark, Oppland                        | 1962             | 963 km²    | | [ 1 ] |
|       | Narodni park Saltfjellet–Svartisen     | Nordland                                | 1989             | 2192 km²   | | [ 1 ] |
|       | Narodni park Sassen–Bünsow Landd       | Svalbard                                | 2003             | 1230 km²   | Park zajema Tempelfjorden, Bünsow Land in prostrano rečno nižino Sassendalen, ki je na vrhu Isfjordena. Tempelfjorden je pomembno gojišče za obročaste tjulne (Pusa hispida), medtem ko sta Sassendalen in Gipsdalen pomembni gojišču za gosi. Dežela Bünsow ima edino evropsko najdbo regelijeve čičeroke (Cerastium regelii) in Saxifraga platysepala. | [ 2 ] |
|       | Narodni park Seiland                   | Finnmark                                | 2006             | 316 km²    | |       |
|       | Narodni park Sjunkhatten               | Nordland                                | 2010             | 417 km²    | |       |
|       | Narodni park Skarvan in Roltdalen      | Nord-Trøndelag, Sør-Trøndelag           | 2004             | 441 km²    | | [ 1 ] |
|       | Narodni park Sør-Spitsbergen           | Svalbard                                | 1973             | 13.286 km² | Pokriva južni del Spitsbergna (Dežela Wedel Jarlsberg, Dežela Torell in Dežela Sørkapp), zahodni del ima nazobčane gore, medtem ko je vzhodni del bolj zaobljen. Hornsund je pomembno migracijsko območje za severne medvede, medtem ko so štiri ptičja zatočišča (Olsholmen, Isøyane, Dunøyane in Sørkapp) so pomembna gnezdišča za morske ptice selivke. | [ 2 ] |
|       | Narodni park Stabbursdalen             | Finnmark                                | 1970             | 747 km²    | | [ 1 ] |
|       | Narodni park Van Mijenfjorden          | Svalbard                                | 2021             | 4251 km²   | | [ 2 ] |
|       | Narodni park Varangerhalvøya           | Finnmark                                | 2006             | 1804 km²   | |       |
|       | Narodni park Ytre Hvaler               | Østfold                                 | 2009             | 354 km²    | |       |

## Nekdanji
| Ime               | Okrožje        | Ustanovitev | Ukinitev | površina (land, km2)  | Nadomeščen z            | Ref   |
| ----------------- | -------------- | ----------- | -------- | --------------------- | ----------------------- | ----- |
| Gressåmoen        | Nord-Trøndelag | 1970        | 2004     | 182 km²               | Blåfjella–Skjækerfjella |       |
| Ormtjernkampen    | Oppland        | 1968        | 2011     | 9 km²                 | Langsua                 | [ 1 ] |
| Nordenskiöld Land | Svalbard       | 2003        | 2021     | km2\|disp=table}} km² | Van Mijenfjorden        |       |

## Načrtovano
| Narodni park         | Okrožje        | Površina km2 | Zagotovljena rekreacija na prostem | Status                                                                                     |
| -------------------- | -------------- | ------------ | ---------------------------------- | ------------------------------------------------------------------------------------------ |
| Dåapma               | Nord-Trøndelag | 261          |                                    | Preklican leta 2013, potem ko so se občine in rejci severnih jelenov umaknili iz postopka. |
| Muvrrešáhpi          | Finnmark       | 291          | No                                 | Preklican leta 2015 po močnem lokalnem nasprotovanju.                                      |
| Preikestolen         | Rogaland       | 215          | Marked trails                      | V obravnavi v letu 2019                                                                    |
| Treriksrøysa         | Troms          | ?            | Neoznačene poti in koča            | Preklican leta 2015 po močnem lokalnem nasprotovanju. Ponovno predlagano leta 2019.        |
| Tysfjord–Hellemobotn | Nordland       | ~1000        | Ladja do Hellemobotna              | Preklican leta 2015 po močnem lokalnem nasprotovanju.                                      |
| Østmarka             | Viken          | ~50?         |                                    | V letu 2021 poteka delo na podrobnem predlogu.                                             |

Obstaja tudi več predlogov za narodne parke številnih različnih strani: Solværøyene, Storheia; Melkevatn–Hjervatn–Børsvatn, Okstindan; Frafjordheiene; Oksøy-Ryvingen; Setesdal Vesthei, Trollheimen, Lyngsalpan; Mølen.
Storheia je bil od takrat pokrit z vetrno elektrarno in ne bi več izpolnjeval pogojev za zaščito kot narodni park, deli Melkevatn–Hjervatn–Børsvatn pa so bili zaščiteni kot naravni rezervat in ne kot narodni park.
Potem ko jo je leta 2018 ministrstvo za podnebje in okolje zadolžilo za iskanje območij, ki jih je treba zaščititi, je Agencija za okolje leta 2019 po preučitvi predlogov deželnih glavarjev podala številne predloge za nove narodne parke in širitve obstoječih. Leta 2021 so po sestankih s prizadetimi občinami naredili končni seznam predlogov za narodne parke, ki bi jih bilo treba dodatno obravnavati. Predlagane nove zaščite so: Sunnmørsalpane, Hornelen, Masfjordfjella in Øystesefjella. Poleg tega so predlagali, da se nekatera zavarovana območja spremenijo v nacionalni park: Lyngsalpan, Sylan, Trollheimen in Innerdalen, Ålfotbreen, Oksøy-Ryvingen ter Flekkefjord in Listastrendene. Mnogi drugi predlogi so bili preklicani zaradi lokalnega nasprotovanja: Kvænangsvidda-Nabar, Treriksrøysa, Preikestolen, Kvitladalen-Bjordalen, Viglesdalen; kot tudi nekatere predlagane spremembe vrste zaščite: Naustdal-Gjengedal in Setesdal Vesthei Ryfylkeheiane.